# Marianne Thieme
Marianne Louise Thieme (ur. 6 marca 1972 w Vlagtwedde) – holenderska polityk, prawniczka i działaczka ekologiczna, posłanka do Tweede Kamer, liderka Partii na rzecz Zwierząt (2002–2019).

## Życiorys
Przez rok studiowała w Paryżu, w 1997 ukończyła prawo na Uniwersytecie Erazma w Rotterdamie. Zaangażowała się w działalność różnych organizacji ekologicznych, w szczególności działających na rzecz praw zwierząt, będąc ich etatowym pracownikiem. Opublikowała dwie pozycje książkowe poświęcone tematyce praw zwierząt: De eeuw van het dier (2004) i Het gelijk van de dieren, geluk van de mensen (2009). W 2002 brała udział w założeniu Partii na rzecz Zwierząt. Rok później kandydowała bez powodzenia jako główny kandydat tego ugrupowania (lijsttrekker) w wyborach parlamentarnych, a w 2004 również bezskutecznie w wyborach europejskich. W 2006 ponownie jako numer jeden na liście wyborczej uzyskała po raz pierwszy mandat posłanki do Tweede Kamer, niższej izby Stanów Generalnych, który utrzymywała w kolejnych wyborach w 2010, 2012 i 2017. Sprawowanie mandatu zawiesiła na kilka miesięcy w 2012, kiedy to przebywała na urlopie macierzyńskim. Nie wykonywała też mandatu między październikiem 2018 a styczniem 2019. Później w tym samym roku zrezygnowała z zasiadania w Tweede Kamer.

## Życie prywatne
Marianne Thieme jest zamężna, ma dwie córki. Jest wierną Kościoła Adwentystów Dnia Siódmego.